# Jaderná elektrárna Óma
Jaderná elektrárna Óma (japonsky 大間原子力発電所, Óma genširjoku hacudenšo) je jaderná elektrárna ve výstavbě v Japonsku. Leží na ostrově Honšú poblíž městečka Óma v prefektuře Aomori, nedaleko jaderné elektrárny Higašidori. Majitel a budoucí provozovatel jaderné elektrárny je Electric Power Development Company.

## Historie a technické informace

### Počátky
Historie jaderné elektrárny sahá až do roku 1976, kdy průmyslová komora městečka Óma požádala městskou radu o ekologický průzkum týkající se výstavby nové jaderné elektrárny poblíž města. V roce 1984 se městská rada Ómy rozhodla výstavbu elektrárny podpořit. V srpnu 1995 se Komise pro atomovou energii Japonska rozhodla zvolit pokročilý varný reaktor ABWR s možností jej provozovat na MOX palivo v rozsahu celé aktivní zóny. V září 1998 byla předložena studie vlivu na životní prostředí Ministerstvu mezinárodního obchodu a průmyslu Japonska a v prosinci bylo uspořádáno první veřejné jednání o výstavbě jaderné elektrárny. V srpnu 1999 byla elektrárna zařazena do dlouhodobého plánu základního rozvoje země a v září 1999 společnost Electric Power Development požádala Ministerstvo mezinárodního obchodu a průmyslu o povolení k instalaci jaderného reaktoru. To se opakuje ještě v roce 2004, kdy muselo být místo z různých důvodu přesunuto asi o 200 metrů jižněji. V říjnu 2005 bylo uspořádáno druhé veřejné slyšení. V dubnu 2008 byla elektrárna schválena Ministerstvem mezinárodního obchodu. V listopadu roku 2008 byl plánovaný rok spuštění 2010 posunut na 2012.
Výstavba jaderné elektrárny započala 7. května 2010. Výkon jediného varného bloku ABWR má být 1383 MW hrubých.

### Zemětřesení a tsunami v Tóhoku 2011
V důsledku zemětřesení a tsunami v Tóhoku v březnu 2011 byly konstrukční práce na elektrárně zastaveny na několik měsíců, staveniště elektrárny však nebylo touto katastrofou ovlivněno. V březnu 2012 bylo plánované datum spuštění odloženo z roku 2014 na 2021 a později na neurčito. V říjnu téhož roku byly konstrukční práce obnoveny a v březnu 2013 byla budova reaktoru dokončena. 16. prosince majitel a budoucí provozovatel elektrárny Electric Power Development Company požádal jaderný regulační úřad země o přezkoumání elektrárny, zda vyhovuje novým státním normám, které byly v důsledku havárie jaderné elektrárny Fukušima I zpřísněny. V září 2022 byl termín spuštění odložen na rok 2030.

## Informace o reaktorech
| Reaktor | Typ reaktoru | Výkon   | Výkon   | Zahájení výstavby | Připojení k síti | Uvedení do provozu | Uzavření |
| Reaktor | Typ reaktoru | Čistý   | Hrubý   | Zahájení výstavby | Připojení k síti | Uvedení do provozu | Uzavření |
| ------- | ------------ | ------- | ------- | ----------------- | ---------------- | ------------------ | -------- |
| Óma-1   | ABWR         | 1325 MW | 1383 MW | 7. 5. 2010        |                  | 2030               |          |